# Guy Simonds

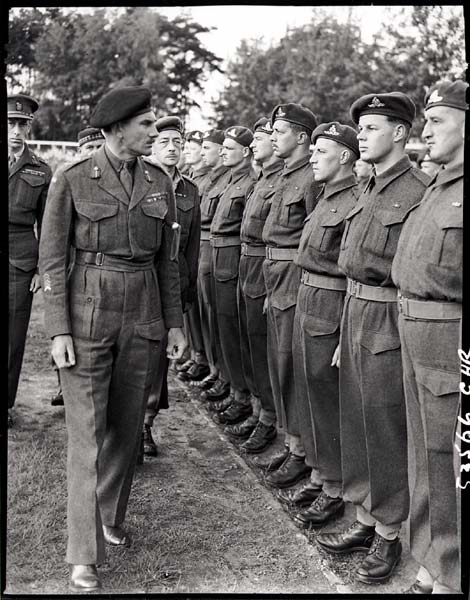
Luitenant-generaal Guy Simonds inspecteert het 2e Canadese Korps in Meppen, Duitsland op 31 mei 1945.

Luitenant-generaal Guy Granville Simonds (Bury St. Edmunds, (Engeland), 23 april 1903 - Toronto (Canada), 15 mei 1974) was een Canadees legerofficier die de leiding had over het 2e Legerkorps (Canada) gedurende de Tweede Wereldoorlog. Hij was tevens tijdelijk commandant van het Canadese Eerste Leger, wegens ziekte van luitenant-generaal Harry Crerar, tijdens de Slag om de Schelde in 1944. In 1951 werd hij benoemd tot Chef van de generale staf, de hoogste functie in het Canadese leger

## Opleiding
Simonds was geboren in Engeland maar zijn ouders emigreerden al spoedig naar Canada. Tussen 1921 en 1925 studeerde hij aan het Royal Military College of Canada in Kingston, Ontario. Hij werd beëdigd als officier in het Canadese leger in 1926, als junior officier bij de Royal Canadian Horse Artillery. In 1936 studeerde kapitein Simonds aan het "Staff College" in Camberley (Groot-Brittannië). Later keerde hij terug naar het Royal Military College of Canada als universitair hoofddocent op het gebied van artillerie en later als "instructeur in tactiek".

## Tweede Wereldoorlog
In 1939 werd majoor Simonds stafofficier 2e klasse bij de 1e Infanteriedivisie. In juni 1940 hij benoemd tot commandant van het 1e Veld Regiment van de Royal Canadian Artillery, dan juist terug uit Duinkerken na de slag en evacuatie aldaar. Reeds in november 1940 werd hij door generaal A.G.L. "Andy" McNaughton gevraagd een trainingsprogramma voor officieren op te zetten, dat de naam "Canadian Junior War Staff Course" meekreeg. In 1941 werd hij benoemd tot staf officier 1e klasse bij de 2e Infanteriedivisie, gevolgd door een benoeming tot commandant van de 1e Infanteriebrigade. Voorjaar 1943 werd generaal-majoor Simonds benoemd tot Commanderend Officier van de 1e Infanteriedivisie. In die functie leidde hij de divisie bij verschillende veldslagen tijdens de veldtocht op Sicilië.
Na de Siciliaanse Campagne was Simonds een paar maanden commandant van de 5e Pantserdivisie. Eind januari 1944 werd hij echter naar Engeland teruggeroepen om aldaar de leiding op zich te nemen van het Canadese 2e Korps, in opvolging van luitenant-generaal Ernest William Samsom. Zijn taak was daar om de troepen te trainen en voor te bereiden op D-day.
Spoedig na de landingen in Normandië nam het 2e Korps deel aan de Slag om Caen. Om Caen in te nemen waren verschillende operaties nodig. Simonds nam de planning voor Operatie Atlantic voor zijn rekening en stuurde daarna de 2e Infanteriedivisie en 3e Infanteriedivisie op pad om Caen te omsingelen. De aanval was niet geheel succesvol aangezien het uiteindelijke doel Verrières Ridge niet werd gehaald door zware tegenstand van de 1. SS-Panzer-Division Leibstandarte-SS Adolf Hitler en 12. SS-Panzerdivision Hitlerjugend. Ondanks enige andere offensieven, waaronder Operatie Spring bleef het gebied in Duitse handen totdat de algemene geallieerde opmars noopte tot het opgeven van de stellingen.
In augustus lanceerde Simonds Operatie Totalize om door te breken naar Falaise. Hier gebruikte hij voor het eerst de Kangaroo. Dit was een Armoured personnel carrier gecreëerd uit de verouderde M7 Priest die 12 manschappen kon vervoeren. Deze werden ook gebruikt voor Operatie Tractable het sluiten van de Zak van Falaise. Bij deze slag was ook de Poolse 1e Pantserdivisie betrokken.
In september 1944 nam Simonds tijdelijk het bevel over van het Canadese 1e leger toen generaal Harry Crerar door dysenterie tijdelijk uitgeschakeld was. Als zodanig commandeerde hij dit leger tijdens de Slag om de Schelde. Hij ging terug naar het 2e Legerkorps toen Crerar voldoende hersteld was om het commando weer op zich te nemen. Na een relatief rustige winter trok zijn korps op het oosten en noorden van Nederland te bevrijden. Hiervoor waren echter nog wel de slagen om Groningen en Delfzijl nodig.

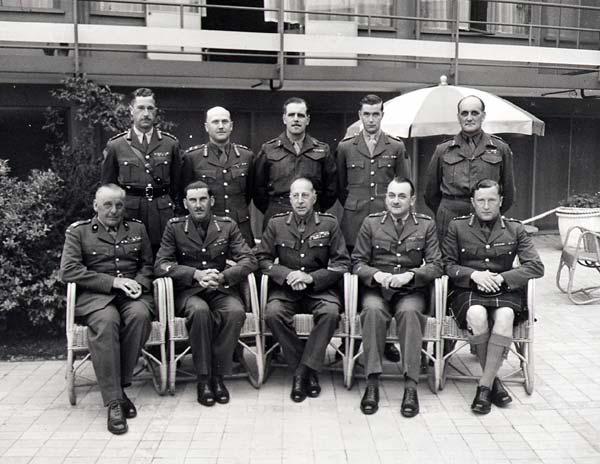
Generaals van het Canadese 1e Leger
Zittend van links naar rechts:
Stanisław Maczek (1e Pantserdivisie (Polen)),
Guy Simonds (2e Legerkorps (Canada)),
Harry Crerar (1e Leger (Canada)},
Charles Foulkes (1e Legerkorps (Canada)),
Bert Hoffmeister (5e Pantserdivisie (Canada);)
Staande van links naar rechts:
Ralph Keefler (3e Infanteriedivisie (Canada)),
Bruce Matthews (2e Infanteriedivisie (Canada)),
Harry Foster (1e Infanteriedivisie (Canada)),
Robert Moncel (als plaatsvervanger van Christopher Vokes, 4e Pantserdivisie (Canada)),
Stuart Rawlins, (49e (West Riding) Infanteriedivisie)

## Onderscheidingen
- Lid in de Orde van Canada op 18 december 1970[3]
- Lid in de Orde van het Bad op 28 september 1944[4]
- Commandeur in de Orde van het Britse Rijk
- Orde van Voorname Dienst (DSO) op 23 september 1943[5]
- Onderscheiding van de Canadese Strijdkrachten met twee Gespen
- 1939-1945 Ster
- Africa Star
- Italy Star
- Frankrijk en Duitsland Ster
- Defensiemedaille
- Medaille voor het Diamanten Jubileum van Elizabeth II[6]
- War Medal 1939–1945 met Genoemd in de Dagorders
- Oorlogskruis met Palm op 31 augustus 1946[7]
- Virtuti Militari, 5de klasse (zilveren kruis) op 7 april 1945[8]
- Commander in het Legioen van Verdienste op 30 maart 1946[9]
- Commandeur in het Legioen van Eer
- Croix de guerre met Palm
- Grootofficier in de Orde van Oranje-Nassau met Zwaarden op 22 december 1945[10]
- Commandeur in de Leopoldsorde met Palm op 31 augustus 1946[7]
- Dagorder (Mentioned in dispatches)
  - 4 april 1946[11]
  - 23 juni 1945[12]

## Militaire loopbaan
- Second Lieutenant, Canadese leger: 1926
- Lieutenant, Canadese leger:
- Brevet Captain, Canadese leger: september 1932
- Local Captain: 10 september 1932 (anciënniteit vanaf 1 juli 1929)[13]
- Major, Canadese leger: 1936-1937
- Lieutenant Colonel, Canadese leger:
- Colonel, Canadese leger:
- Waarnemend Brigadier General, Canadese leger: augustus 1941
- Brigadier, Canadese leger: midden juli 1942
- Major General, Canadese leger: 20 april 1943
- Lieutenant General, Canadese leger: januari 1944

## Na de oorlog
Simonds keerde in 1949 terug naar Canada. Hier nam hij de rol op zich van commandant van de Royal Military College of Canada. Van 1951 tot 1955 was hij Chef van de Generale Staf van Canada.
Hij overleed in Toronto op 15 mei 1974.
In Antwerpen, binnen de wijk Luchtbal (postcode 2030), werd een straat naar hem vernoemd: de Generaal Simondslaan.
In Genemuiden werd ook een straat naar Majoor Generaal Simonds vernoemd.

## Familie
In 1932 trouwde Simonds met Kay Higginson. Zij werden de ouders van een zoon en een dochter.

## Beoordeling
In zijn boek "The Normandy Campaign" noemt auteur Victor Brooks Guy Simonds als de meest effectieve korpscommandant van de geallieerde troepen in Normandië. Hij schreef:
The corps commander among the units that comprised the 21st Army Group who most likely had the largest personal impact on the Normandy campaign was Lieutenant General Guy Simonds. This senior officer of the II Canadian Corps created one of the most effective tank-infantry teams in the Allied forces through a high degree of improvisation during the drive from Caen to Falaise. This general was versatile and imaginative but was not able to generate the momentum that would have more fully closed off the Falaise gap at an earlier date. Despite this drawback, Simonds deserves credit for his effective command.